# Gota (distrito)
Gota (em alemão: Gotha) é um distrito alemão da Turíngia. Os distritos limítrofes são Unstrut-Hainich, Sömmerda, a cidade-livre de Erfurt, Ilm-Kreis, Schmalkalden-Meiningen e Wartburgkreis.

## História
O distrito fora estabelecido em 1 de outubro de 1922, quando o recém-criado estado da Turíngia foi divido administrativamente entre 15 distritos e 9 cidades-livres.

## Parcerias
Desde 1990, a cidade tem uma paceria com o distrito de Main-Kinzig, em Hessen.

## Geografia
Toda a área distrital sudoeste é coberta por florestas, sendo a Großer Inselsberg a maior elevação (916 m) no oeste do distrito. Ao norte há o Fahner Höhe, com muitas . Um pequeno trecho do rio Unstrut passa pelo distrito.

## Cidades e Municípios
| Cidades livres                                                           | Municípios livres                                                               | Municípios livres                                                          |
| ------------------------------------------------------------------------ | ------------------------------------------------------------------------------- | -------------------------------------------------------------------------- |
| 1. Friedrichroda 2. Gota 3. Ohrdruf 4. Tambach-Dietharz 5. Waltershausen | 1. Bad Tabarz 2. Drei Gleichen 3. Emleben 4. Georgenthal 5. Herrenhof 6. Hörsel | 1. Luisenthal 2. Nesse-Apfelstädt 3. Nessetal 4. Schwabhausen 5. Sonneborn |

| Verwaltungsgemeinschaften                                                   | Verwaltungsgemeinschaften |
| --------------------------------------------------------------------------- | --- |
| 1. Fahner Höhe 1. Dachwig 2. Döllstädt 3. Gierstädt 4. Großfahner 5. Tonna1 | 2. Nesseaue 1. Bienstädt 2. Eschenbergen 3. Friemar1 4. Molschleben 5. Nottleben 6. Pferdingsleben 7. Tröchtelborn 8. Tüttleben 9. Zimmernsupra |
| 1sede do Verwaltungsgemeinschaft;2cidade                                    | |